# Lochmaeocles batesi
Lochmaeocles batesi là một loài bọ cánh cứng trong họ Cerambycidae.